# Yalyane Dorsa
Gli Yalyane Dorsa sono una struttura geologica della superficie di Venere.